# マルグリット・オードゥー
マルグリット・オードゥー（フランス語: Marguerite Audoux、1863年7月7日 - 1937年1月31日）は、フランスの小説家。1910年に発表した『孤児マリー』（フランス語: Marie-Claire）でフェミナ賞を受賞した。

## 生涯
1863年7月7日にフランス第二帝政時、フランス帝国シェール県のサンコアンに生まれる。
しかし彼女が3歳の頃に母親が亡くなって父親から捨てられた。妹のマドレーヌと共に叔母の元で育てられるが、最終的にブールジュの孤児院で9年間過ごすことになった。
1877年にはソローニュで羊飼いとして働き、地元の少年のアンリ（Henri Dejoulx）と恋に落ちるが、彼の両親が認めなかったため、結婚はしなかった。
1881年、パリに移り、お針子として貧しくも必死に働いた。1883年には流産を経験している。彼女が住んでいたレオポール・ロベール街の家は、多くの芸術家のためのオアシスになっていた。これは当時世話をしていた姪が彼女をパリの芸術家たちに紹介したことによるものである。同国出身の小説家シャルル＝ルイ・フィリップらから激励され、オードゥーはオクターヴ・ミルボーの勧めによって自伝的小説『孤児マリー』を発表した。
1910年に処女作のMarie-Claire（『孤児マリー』）で同年のフェミナ賞を受賞。その他に「マリーシリーズ」であるL' Atelier de Marie-Claire（『マリーの仕事場』、1920年）やDe la Ville au Moulin（『街から水車場へ』、1926年）、La Fiancée（『婚約者』、1932年）や、彼女が生前著した最後の作品であるDouce Lumière（『光ほのか』、1937年）といった作品がある。
その素朴な作品は写実的で、何故あんなに美しい物語を書けるのかと言う質問に対し、何も知らないけれど、ただ夢想することが好きだったと答えたという
1937年1月31日、彼女の愛した海の近くのヴァール県サン＝ラファエルで亡くなる。

## 日本語訳された作品
- Marie-Claire (1910)
  - 『少女ゼット』吉屋信子著、深沢紅子絵、婦人之友社 フレンドライブラリー、1930年　※再話？
  - 『孤児マリイ』堀口大学訳、第一書房、1937年
    - 『孤児マリイ』堀口大学訳、操書房、1946年
    - 『孤児マリー』堀口大学訳、新潮文庫、1953年

  - 『少女マリー』河合亨訳、三笠書房 若草文庫、1954年
  - 『孤児マリー』岡上鈴江編著、山中冬児絵、偕成社 世界少女名作全集18、1959年
    - 『孤児マリー』岡上鈴江編著、山中冬児絵、偕成社 少女名作シリーズ20、1973年

  - 『光ほのか・孤児マリー』畔柳二美訳、石田武雄絵、偕成社 少女世界文学全集34、1964年
    - 『光ほのか・孤児マリー』畔柳二美訳、石田武雄絵、偕成社 少女世界文学選15、1973年

  - 『みなし児マリー』片野純恵著、三木節子絵、集英社 マーガレット文庫 世界の名作21、1976年

- L' Atelier de Marie-Claire (1920)
  - 『マリイの仕事場』堀口大学訳、第一書房、1939年
    - 『マリイの仕事場』堀口大学訳、斎藤書店、1947年
    - 『マリーの仕事場』堀口大学訳、角川文庫、1954年

  - 『続 少女マリー』河合亨訳、三笠書房・若草文庫、1956年

- De la Ville au Moulin (1926)
  - 『街から風車場へ』堀口大学訳、第一書房、1940年
    - 『街から風車場へ』堀口大学訳、斎藤書店、1947年

- Douce Lumière (1937)
  - 『光ほのか』堀口大學訳、第一書房、1938年
    - 『光ほのかに』堀口大學訳、新潮文庫、1956年

  - 『夢みる天使』岡上鈴江編著、下高原千歳絵、偕成社 世界少女名作全集40、1962年
    - 『夢みる天使』岡上鈴江編著、下高原千歳絵、偕成社 少女名作シリーズ21、1973年
    - 『夢みる天使』岡上鈴江編著、偕成社 新編少女世界名作選17、1990年

  - 『光ほのか・孤児マリー』畔柳二美訳、石田武雄絵、偕成社 少女世界文学全集34、1964年
    - 『光ほのか・孤児マリー』畔柳二美訳、石田武雄絵、偕成社 少女世界文学選15、1973年